# Acido fluoroborico
L'acido fluoroborico o acido tetrafluoroborico è il composto chimico con formula HBF4. I suoi sali sono detti tetrafluoroborati.
È disponibile in commercio in soluzione acquosa o in altri solventi come l'etere dietilico.
È molto simile all'acido nitrico.

## Sintesi
In soluzione del 45-50%, è possibile sintetizzarlo combinando acido borico e acido fluoridrico diluiti. Verranno formati ioni fluoroborati, che combinandosi con gli ioni idrogeno formati dall'acido fluoridrico si combineranno in acido fluoroborico.
B(OH)3 + 4HF → H3O+ + BF4− + 2H2O
BF4− + H+ → HBF4
Per una reazione ottimale, le quantità devono essere molto precise.

## Applicazioni
L'acido fluoroborico è utilizzato nella catalisi nelle alchilazioni e nella formazione di polimeri. Nelle reazioni di carboidrati, questo acido è un ottimo catalizzatore per l'acetilazione e la isopropilidenazione.
È utilizzato in soluzione acquosa come elettrolita delle cella galvanica. È in grado di sciogliere l'ossido di piombo(II) dall'anodo trasformandolo in fluoroborato di piombo, che lascia intatto il resto del sistema.
Una miscela di fluoroborato di stagno ed acido fluoroborico è utilizzata nella galvanizzazione con lo stagno.
Viene inoltre utilizzato nella reazione di Schiemann. In essa reagisce con un nitrito producendo in situ acido nitroso che forma con l'anilina un sale di diazonio. Dopodiché per riscaldamento dal sale di diazonio si ottiene fluorobenzene.

## Sicurezza
L'acido fluoroborico e i suoi fumi sono estremamente corrosivi, per questo in laboratorio dovrebbe essere manipolato sotto cappa aspirante.